# Soyania
Soyania – wymarły rodzaj owadów z rzędu Protorthoptera, jedyny z rodziny Soyaniidae, obejmujący tylko jeden znany gatunek: Soyania logica.
Rodzaj i gatunek opisane zostały w 2008 roku przez Daniła Aristowa i Aleksandra Rasnicyna. Opisu dokonano na podstawie siedmiu skamieniałości, odnalezionych na prawym brzegu Sojany, na terenie rosyjskiego obwodu archangielskiego i pochodzącej z piętra kazanu w permie. Autrozy umieścili ten rodzaj wśród Miomoptera, w rodzinie Permembiidae i podrodzinie Sheimiinae. W 2015 Dimitrij Szczerbakow przeniósł go do monotypowej rodziny Soyaniidae w rzędzie Protorthoptera.
Owad ten miał ciało długości 6–7 mm. Jego mała, zaostrzona w obrysie głowa zaopatrzona była w krótkie, siedmioczłonowe czułki. Zarys przedplecza był podługowato-trapezowaty z tylną krawędzią dwukrotnie szerszą od przedniej. Krótką przednią parę odnóży cechowały szerokie golenie. Przednie skrzydło miało 5,5–7 mm długości i było pięciokrotnie dłuższe niż szersze, o przedniej krawędzi prostej, wierzchołku zaokrąglonym a  polu kostalnym dwukrotnie szerszym od subkostalnego. W jego użyłkowaniu zaznaczały się: sięgająca za środek skrzydła żyłka subkostalna, rozwidlająca się w okolicy owego środka żyłka medialna oraz prawie prosta przednia żyłka kubitalna.